# Mereruka
Mereruka (XXIV wiek p.n.e.) – wezyr władcy starożytnego Egiptu i założyciela VI dynastii Tetiego. 
Żoną Mereruki była Seszseszet, najstarsza córka Tetiego.  Jego ślub z córką władcy mógł być próbą zażegnania jakiś konfliktów wewnętrznych lub chęcią Tetiego do zdobycia większego poparcia arystokracji. W późniejszym okresie był  nadzorcą kapłanów kultu pośmiertnego przy piramidzie Tetiego. 
Pochowany został w mastabie w Sakkarze, zlokalizowanej w pobliżu piramidy Tetiego. Grobowiec dostojnika jest największym i najlepiej zachowanym zabytkiem sepulkralnym tego typu z okresu Starego Państwa na nekropoli w Sakkarze. W naziemnej części grobowca zachowane zostały 32 pomieszczenia, z których 21 zawierały dekoracje dotyczące Mereruki, 6 jego żony Watetchethor a 5 syna Meriteti.